# 坎卡基鎮區 (伊利諾伊州坎卡基縣)
坎卡基鎮區（英語：Kankakee Township）是位於美國伊利諾伊州坎卡基縣的一個行政鎮區。

## 地方資料
根據2010年美國人口普查的數據，坎卡基鎮區的面積為47.80平方千米，當中陸地面積為46.50平方千米，而水域面積為1.30平方千米。當地共有人口26422人，而人口密度為每平方千米552.76人。